# 1902–1903-as dán labdarúgó-bajnokság (első osztály)
Az 1902–1903-as Danish Superliga volt a 14. alkalommal megrendezett, legmagasabb szintű labdarúgó-bajnokság Dániában. A szezonban 5 klubcsapat vett részt.
A címvédő a Frem volt. A bajnokságot a Kjøbenhavns csapata nyerte meg.

## Tabella
| Hely. | Csapat              | M | Gy | D | V | G+ | G– | Gk  | P  | Továbbjutás vagy kiesés |
| ----- | ------------------- | - | -- | - | - | -- | -- | --- | -- | ----------------------- |
| 1.    | Kjøbenhavns         | 8 | 6  | 2 | 0 | 17 | 6  | +11 | 14 | A szezon bajnoka        |
| 2.    | Frem                | 8 | 6  | 0 | 2 | 29 | 12 | +17 | 12 |                         |
| 3.    | Boldklubben af 1893 | 7 | 3  | 1 | 3 | 20 | 19 | +1  | 7  |                         |
| 4.    | Østerbros           | 7 | 1  | 1 | 5 | 8  | 22 | −14 | 3  |                         |
| 5.    | Akademisk           | 8 | 1  | 0 | 7 | 14 | 29 | −15 | 2  |                         |